# Chacim
Chacim est une freguesia du conseil de Macedo de Cavaleiros (Região Norte), au Portugal. Elle a une superficie de 19,42 km2 et sa population s'élève à 265 habitants (2011).

## Patrimoine

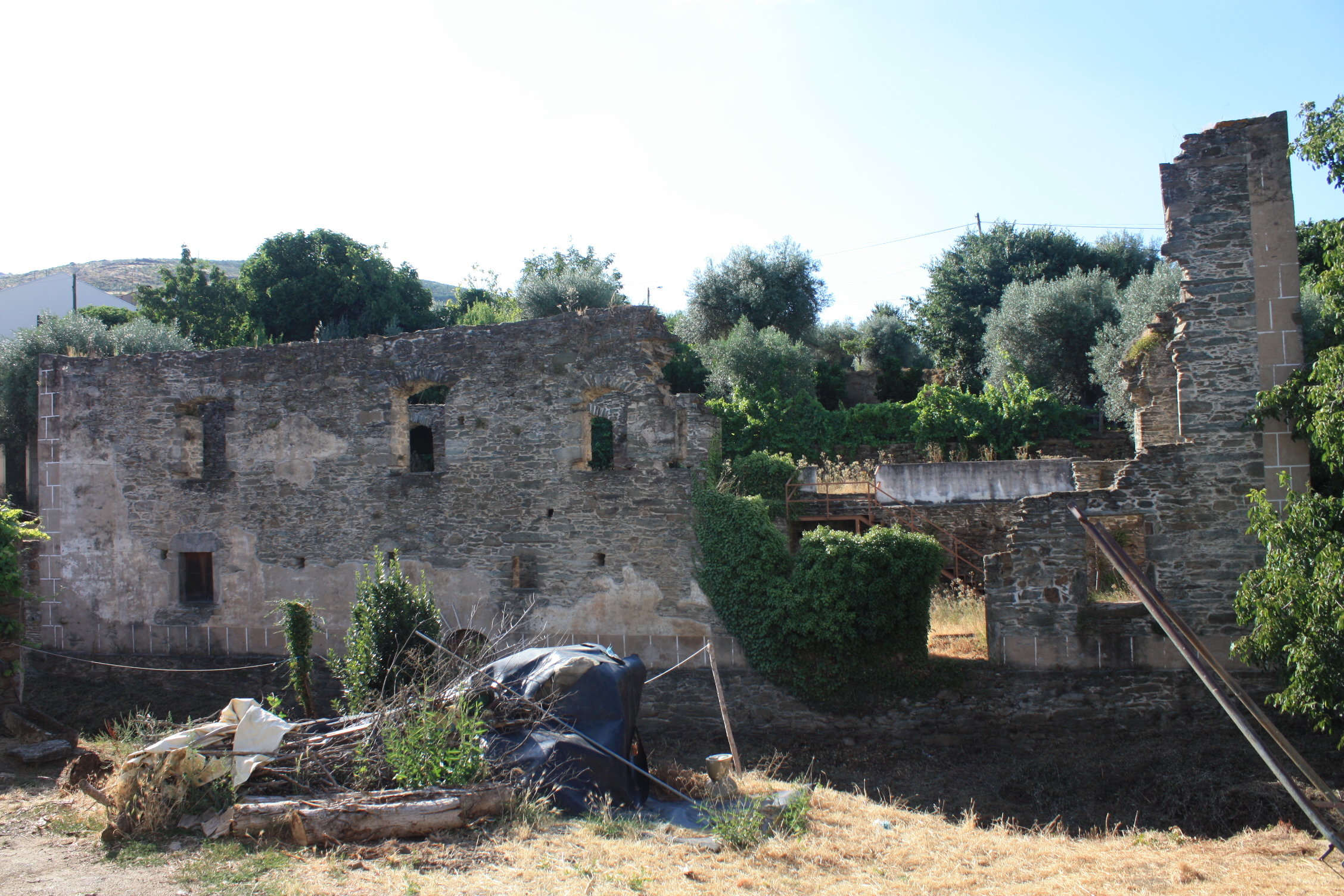
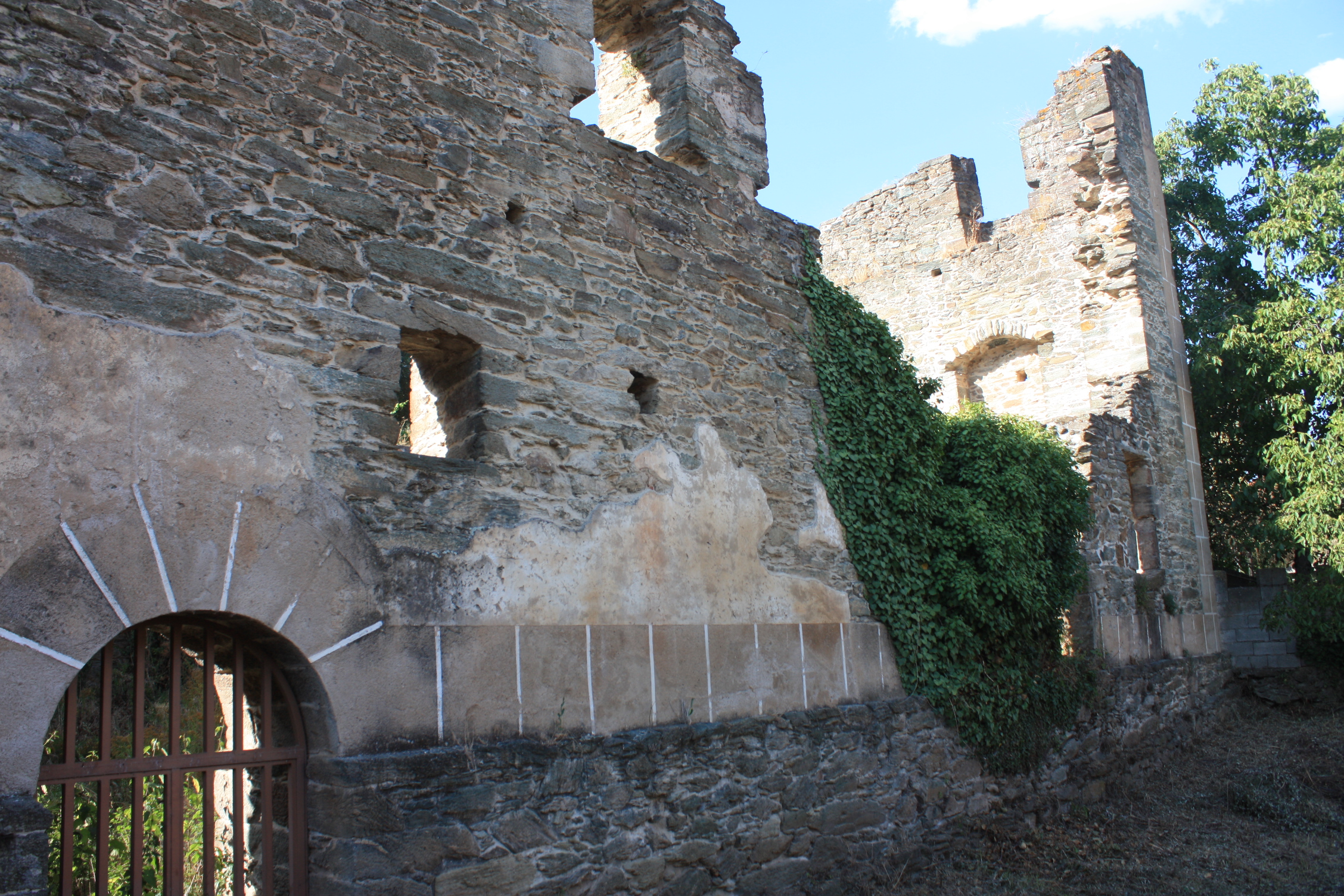
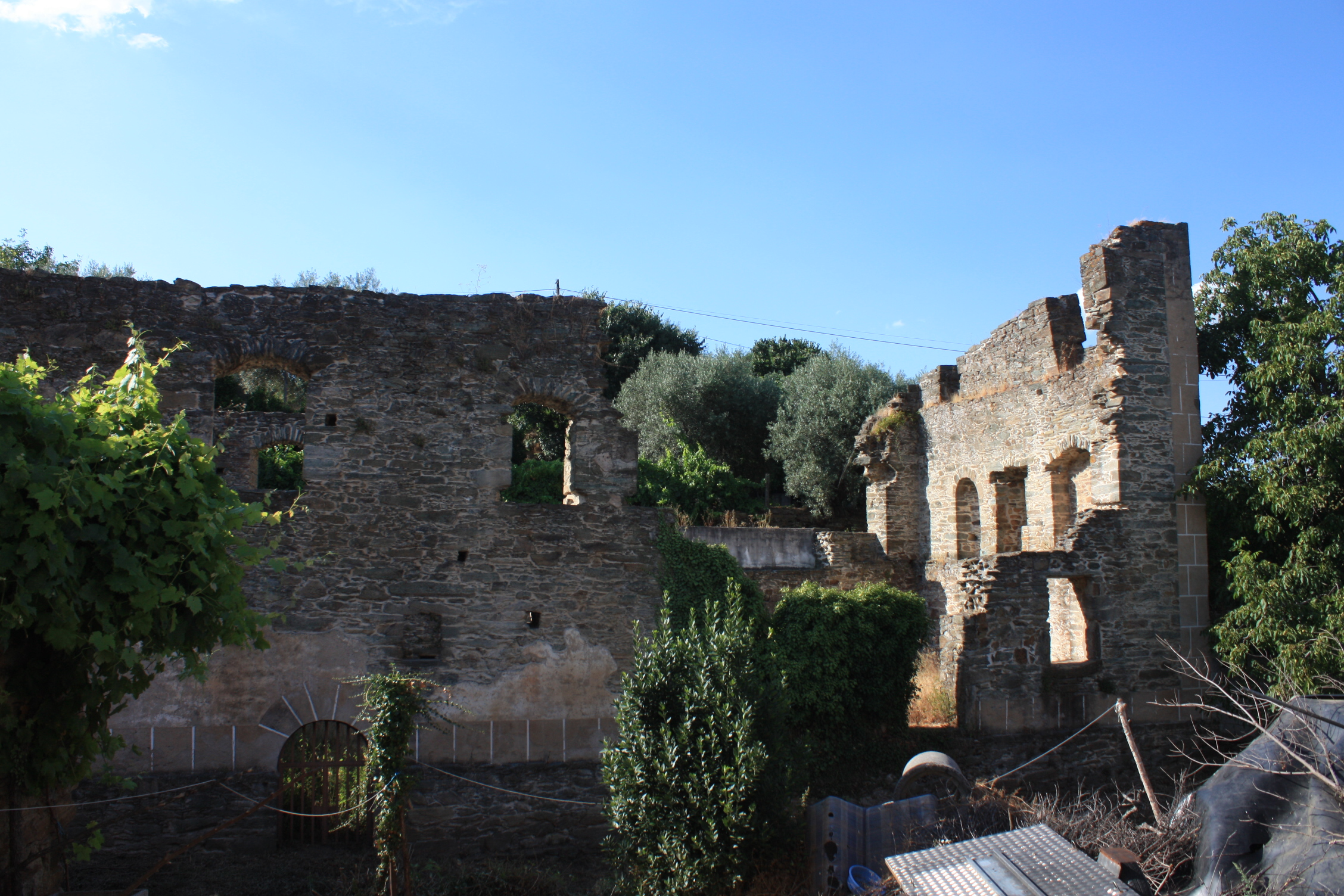
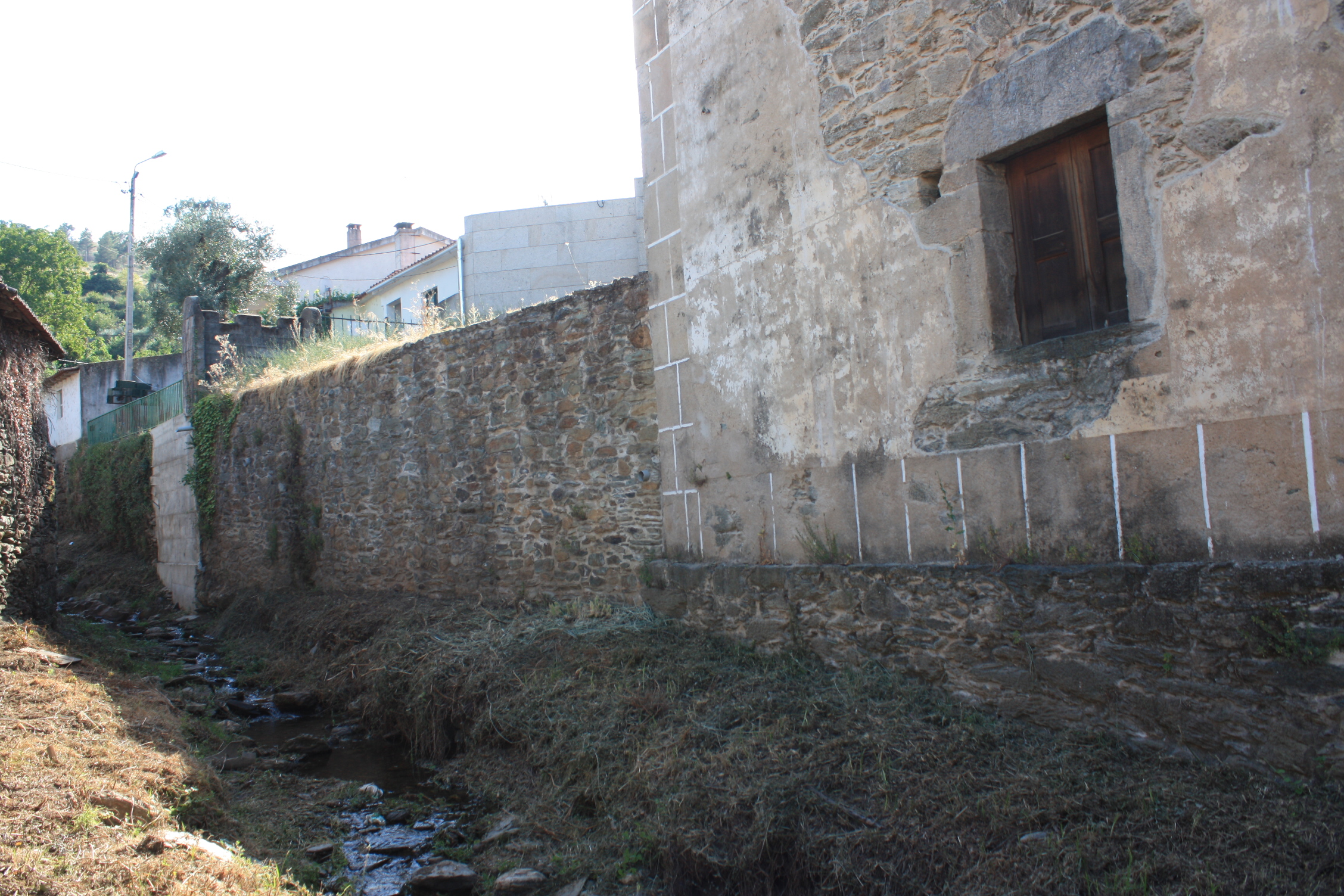

- Solar de Chacim - Turismo de Habitação[1]

- Convento de Balsamão : Couvent da "Congregação dos Padres Marianos da Imaculada Conceição" situé dans une petite montagne de 522 mètres d'altitude à 4 km de Chacim.

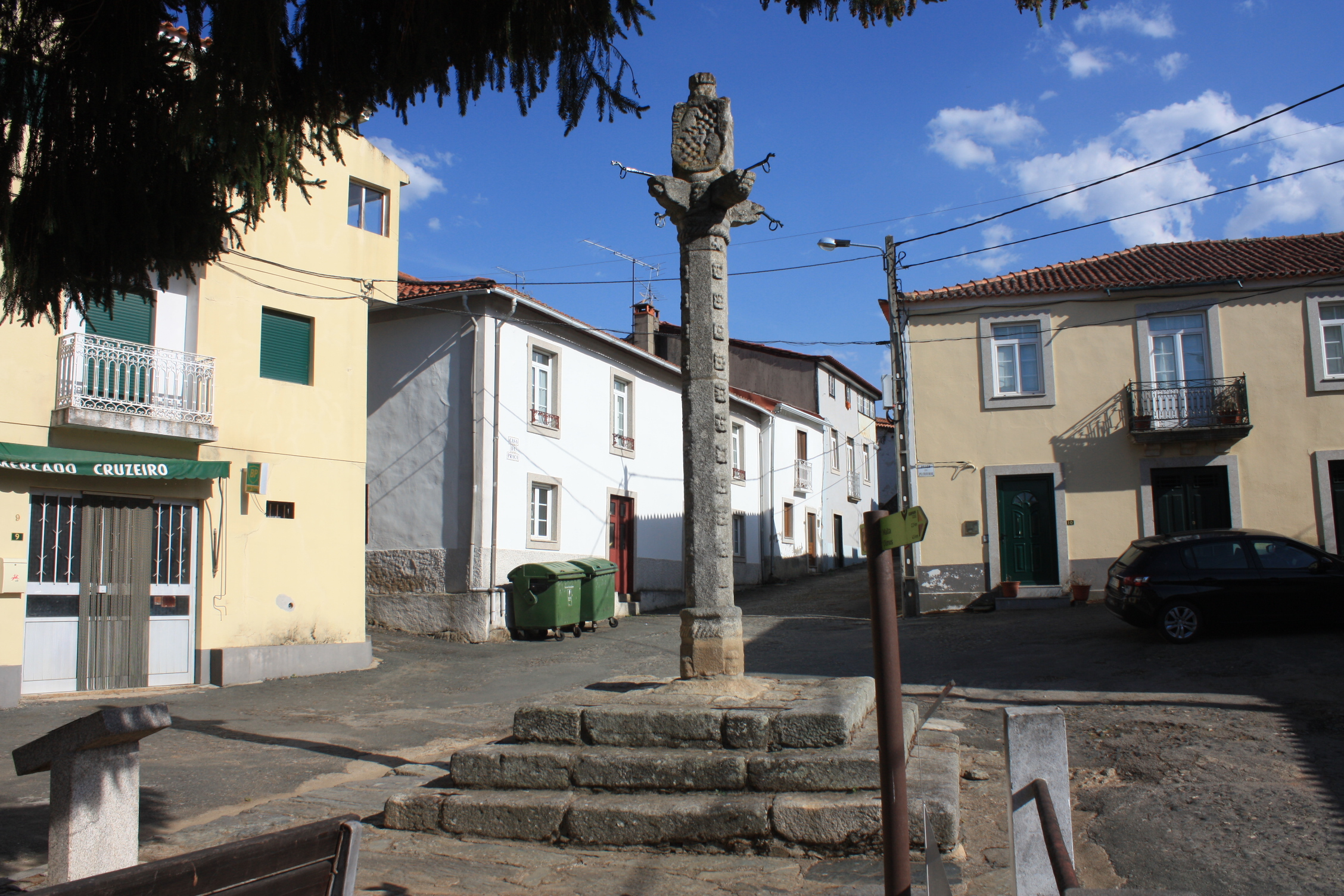
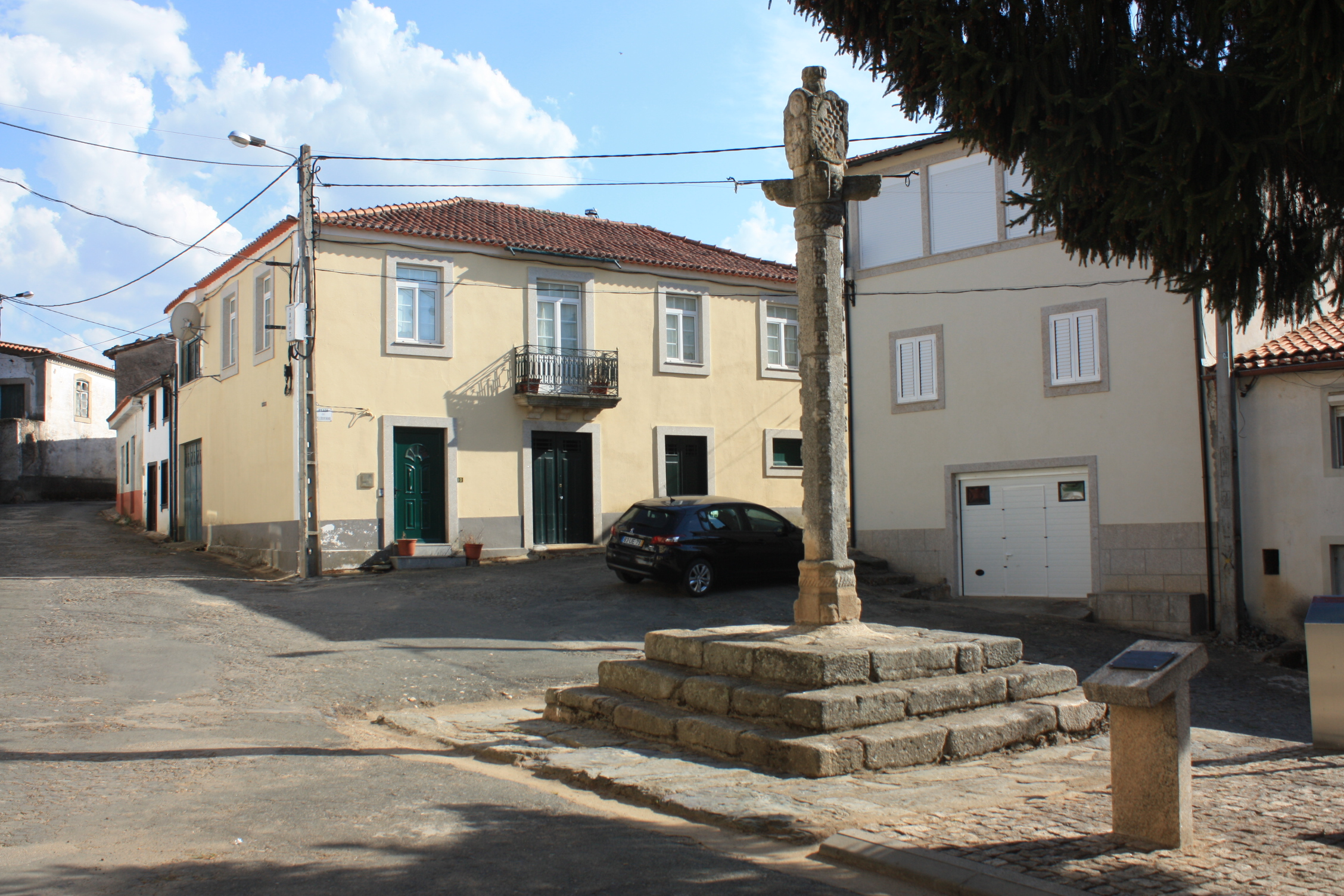
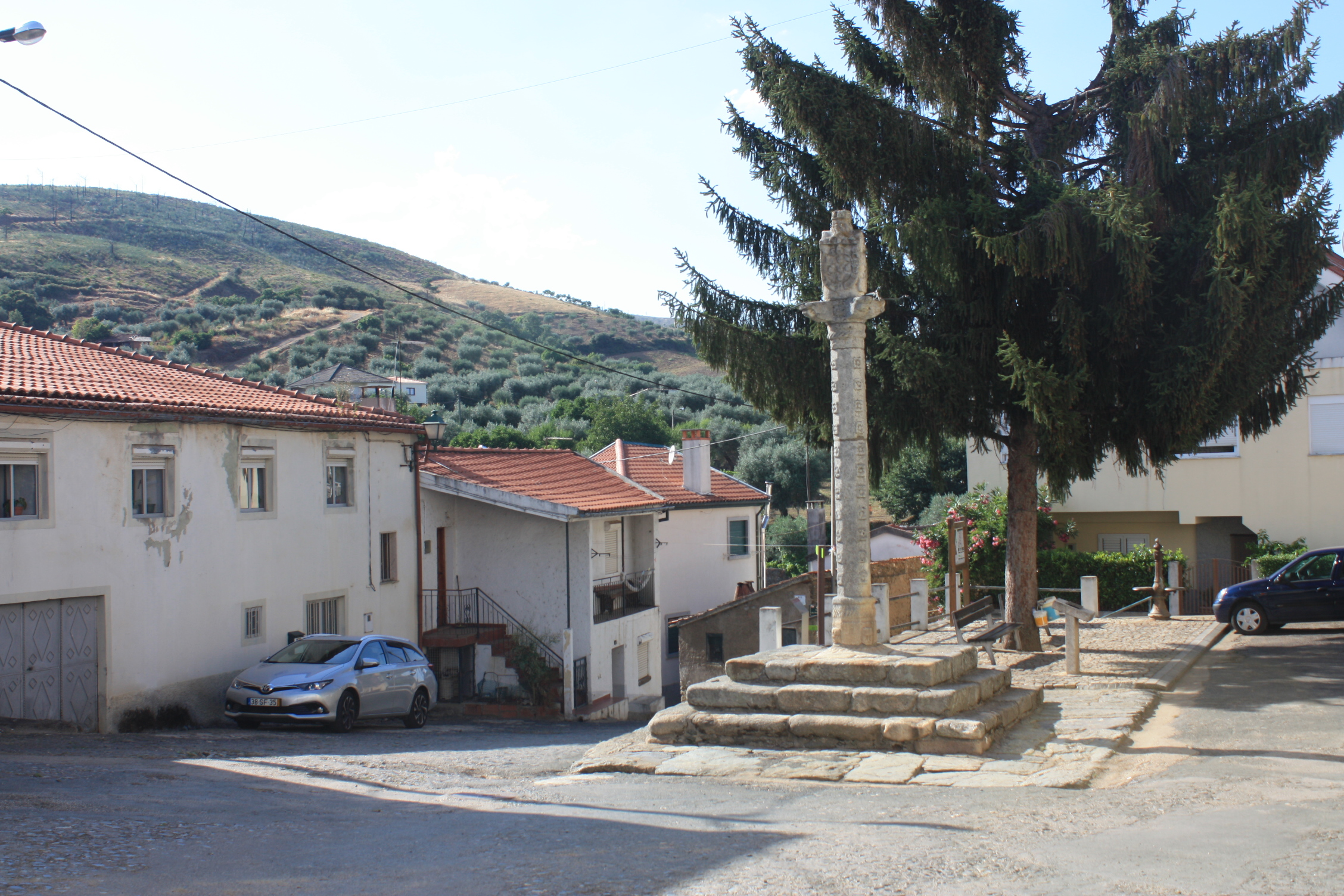
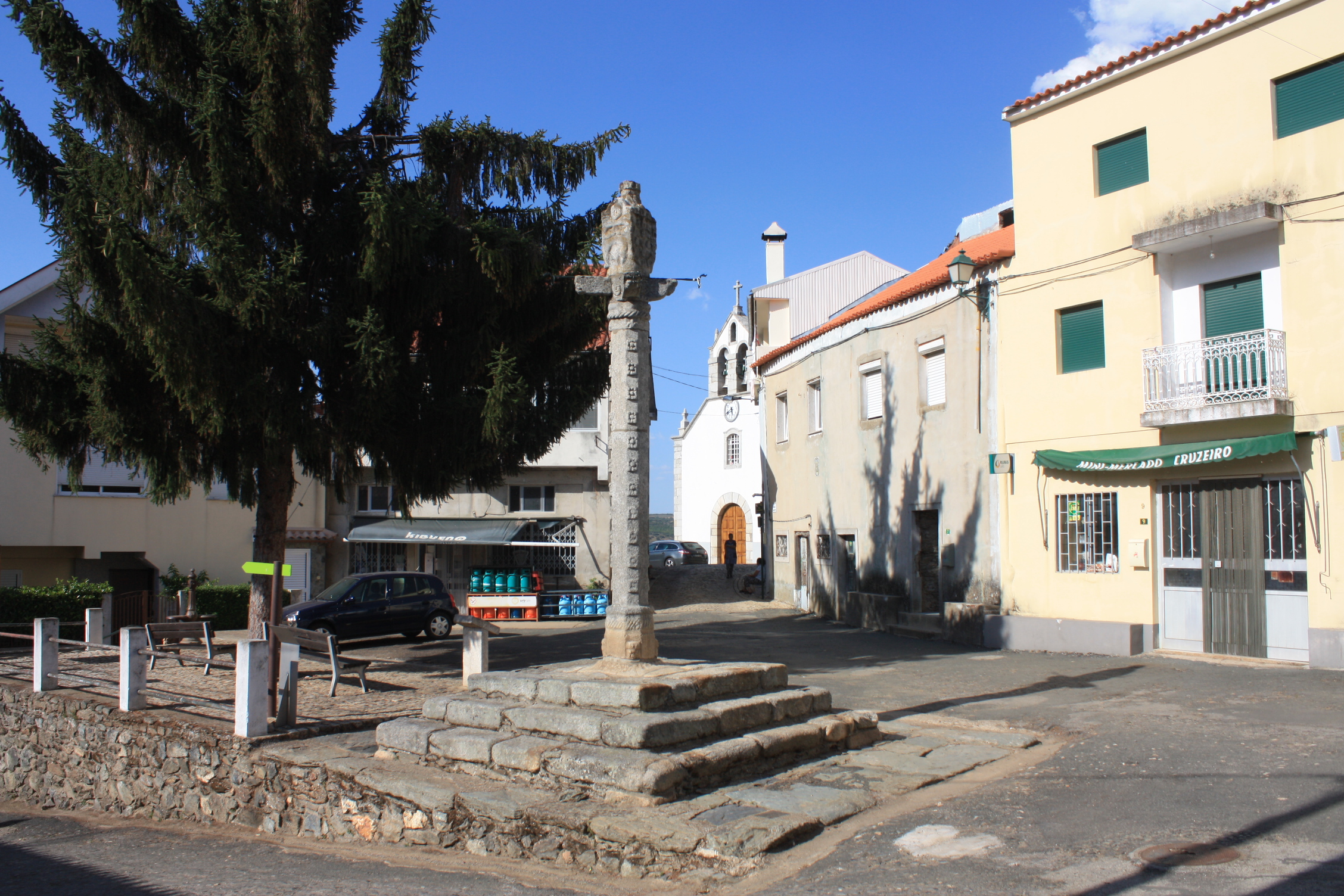

- Pelourinho de Chacim

- Real Filatório de Chacim

## Événements
- Feira das cebolas : Traditionnellement, elle se déroule chaque année au 10 septembre.